# Jaroslaw Osmomysl

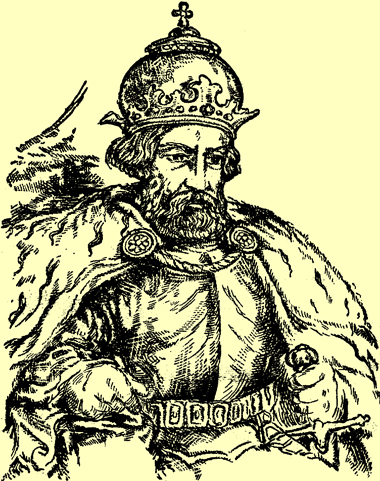
Jaroslaw Osmomysl

Jaroslaw Wladimirowitsch Osmomysl (altostslawisch Осмомыслъ Ярославъ Osmomyslŭ Jaroslavŭ ukrainisch Ярослав Володимирович Осмомисл russisch Ярослав Владимирович Осмомысл; * 26. Mai 1119; † 1. Oktober 1187) war ein Fürst aus dem Geschlecht der Rurikiden, der zwischen 1153 und 1187 das Fürstentum Halitsch in der Kiewer Rus regierte.

## Leben
Jaroslaw war der Sohn von Fürsten Wladimirko Wolodarewitsch von Halitsch (Galizien) und einer Tochter von König Koloman von Ungarn. Jaroslaw heiratete 1149 Olga, die Tochter von Juri Dolgoruki und schloss dadurch ein Bündnis gegen den Kiewer Großfürsten Isjaslaw II.
Er war ein außerordentlich fähiger Herrscher, unter dessen Ägide der Handel und das Handwerk blühten und die Bevölkerung wuchs. Dennoch musste er die aufrührerischen Bojaren bekämpfen, die sich nach dem Vorbild der benachbarten ungarischen und polnischen Aristokratie zu einer einflussreichen Gruppe gegen den Fürsten verbündeten.
Im Igorlied wird Jaroslaw Osmomysl als ein sehr angesehener Rurikide beschrieben, dessen Wort in den Reihen der anderen Fürsten viel galt und der aktiv in der Politik der Teilfürstentümer der Kiewer Rus mitmischte.
Unter Jaroslaw Osmomysl wurde die Festung Tschern gegründet, das heutige Czernowitz.

## Familie und Nachkommen
- Wladimir (* 1151; † 1199), Fürst von Halitsch
- Jefrossinja Jaroslawna, heiratete Igor Swjatoslawitsch, Fürst von Nowgorod-Sewersk (Igorlied)
- Wyszesława von Halitsch, heiratete Odon Mieszkowic, Herzog von Großpolen in Posen und Kalisch
- Oleg Nastasitsch († 1188), Fürst von Halitsch